# Groupes ethniques du plateau du Tibet en Chine
Les groupes ethniques du plateau du Tibet sont nombreux. Certains sont sur le plateau depuis des millénaires, d'autres sont originaires d'autres régions de Chine ou d'autres pays d'Asie, d'autres encore sont originaires du plateau du Tibet et ont majoritairement (ou non) migré vers d'autres régions de la Chine ou de l'Asie. Ils ne sont pas, à l'instar des Golok ou des Moso, forcément comptés comme des groupes ethniques distincts officiels de la république populaire de Chine, mais peuvent être regroupés dans de plus importants groupes ethniques, les groupes étant créés au début de la république, et les divisions des ethnologues ayant changé avec le temps. Enfin, cela ne reflète que la situation sous la république de Chine, et pas la situation du Tibet, lorsqu'il faisait partie de la Chine de la dynastie Yuan ou de celle de la dynastie Qing.

## Contreforts du plateau

### Bai

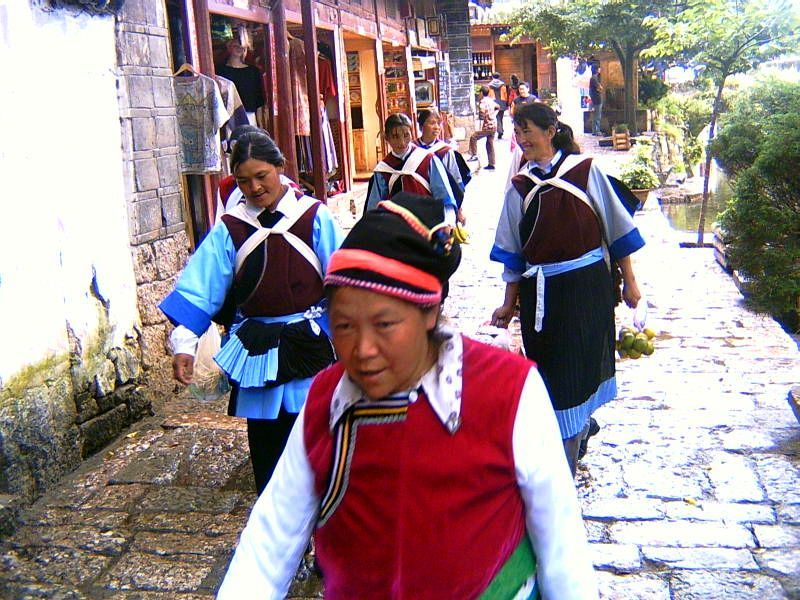
Femme bai en vêtement traditionnel, suivie de femmes naxi dans les rues d'un village ancien de Lijiang.

Les Bai (chinois : 白族 ; pinyin : Báizú, littéralement « ethnie blanche », à cause de leurs vêtements à dominante blanche), autrefois aussi appelés Minjia (chinois : 民家 ; pinyin : Mínjiā, « maison/famille du peuple »), sont un peuple du Yunnan, dans le sud-ouest de la Chine. On les trouve aussi à Bijie dans la province du Guizhou et à Sangzhi dans la province du Hunan.
Dans leur propre langue, ils se nomment eux-mêmes Bairt‧zix [pɛ tsz̩], Bairt‧zix‧Bairt‧yvnx [pɛ tsz̩ pɛ jṽ̩], ou Bairt‧horx [pɛ xo], ou Bairt‧ngvrt‧zix‧horx [pɛ ŋv̩ tsz̩ xo], ou encore Bairt‧yin [pɛ ĩ].
Au nombre de 1 858 063 au recensement de 2000, ils ont le statut officiel de minorité ethnique.

### Qiang

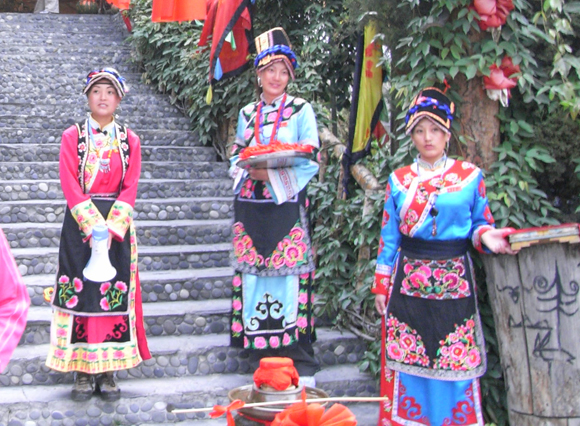
Femmes qiang

Le peuple Qiang (chinois : 羌族 ; pinyin : qiāngzú) est l'un des 56 groupes ethniques officiellement reconnus par la république populaire de Chine. Ils vivent principalement dans des secteurs accidentés, sillonnés de rivières et de ruisseaux, de la préfecture autonome tibétaine et qiang d'Aba, et du xian autonome qiang de Beichuan, dans le nord-ouest de la province du Sichuan .
Leur population comptait à 306 072 habitants au recensement de 2000, avant le séisme de 2008 au Sichuan dont le xian de Wenchuan était l'épicentre.
L'histoire du peuple Qiang remonte à la dynastie Shang, ses descendants incluent les Tibétains et les Han et plusieurs autres minorités du sud-ouest de la Chine.
Yu le grand est le monarque légendaire de cette ethnie, généralement représenté par une fourche à deux branches.
Certaines traditions locales voient en eux les descendants de Yandi, l'« Empereur rouge », rival et allié de Huangdi, l'« Empereur jaune », ancêtre des Han.

### Naxi

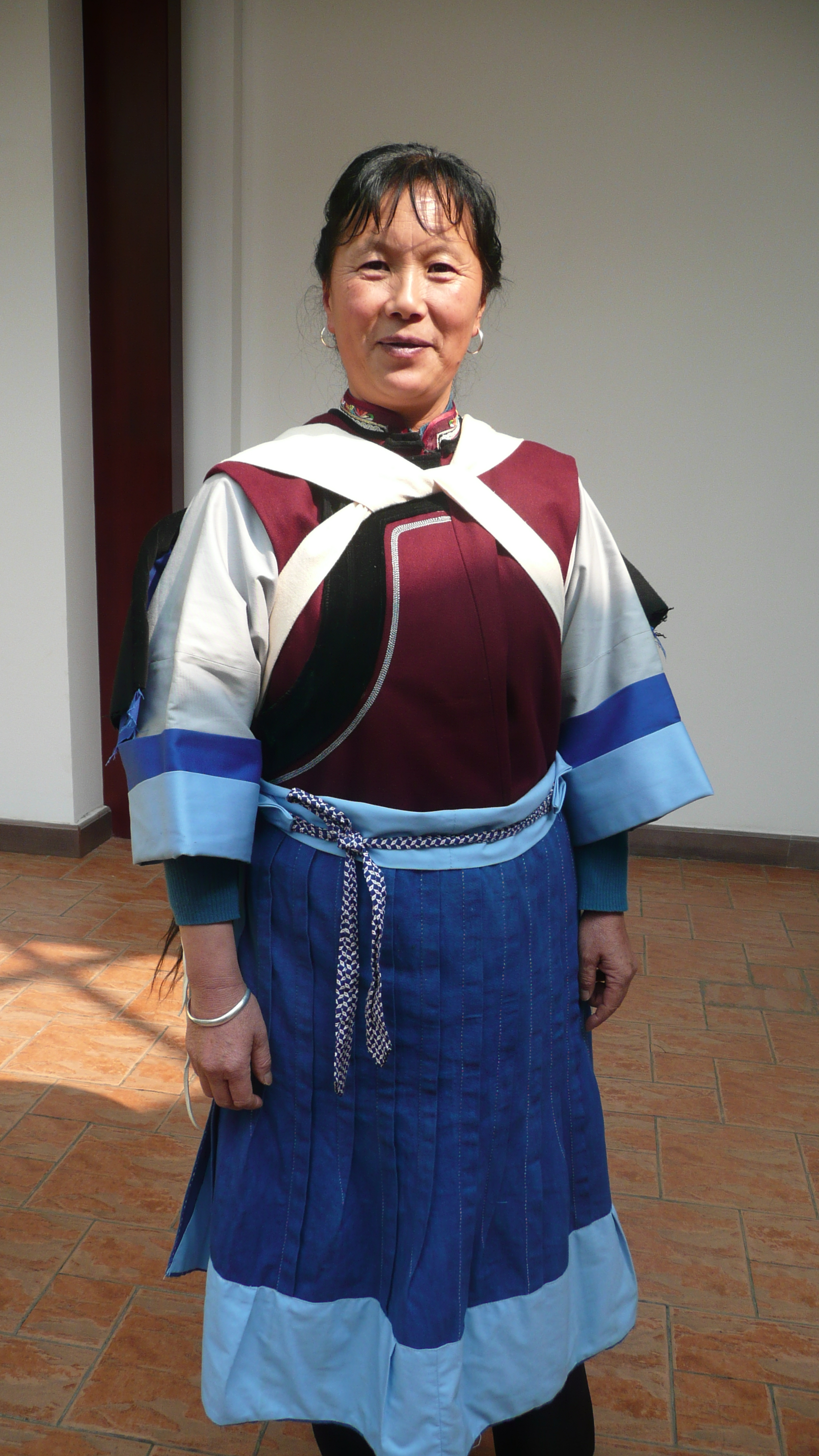
Femme Naxi

Forts de 308 800 membres, les  Naxi(chinois simplifié : 纳西族 ; chinois traditionnel : 納西族 ; pinyin : nàxī zú, littéralement « l’ethnie adoptée par l'ouest ») vivent, pour une petite partie (1 140), dans le sud-est de la préfecture de Nyingchi dans la région autonome du Tibet, et pour la majeure partie, dans le Yunnan, principalement dans la préfecture de Lijiang et la préfecture autonome tibétaine de Dêqên.
Ils utilisent la langue naxi et l’écriture dongba. L'écriture dongba est associée à la culture et la religion Dongba des Naxi. Créée par cette ethnie il y a plus d’un millénaire, elle est considérée comme l’unique écriture pictographique, proche des hiéroglyphes, parfaitement conservée dans le monde actuel.

#### Moso

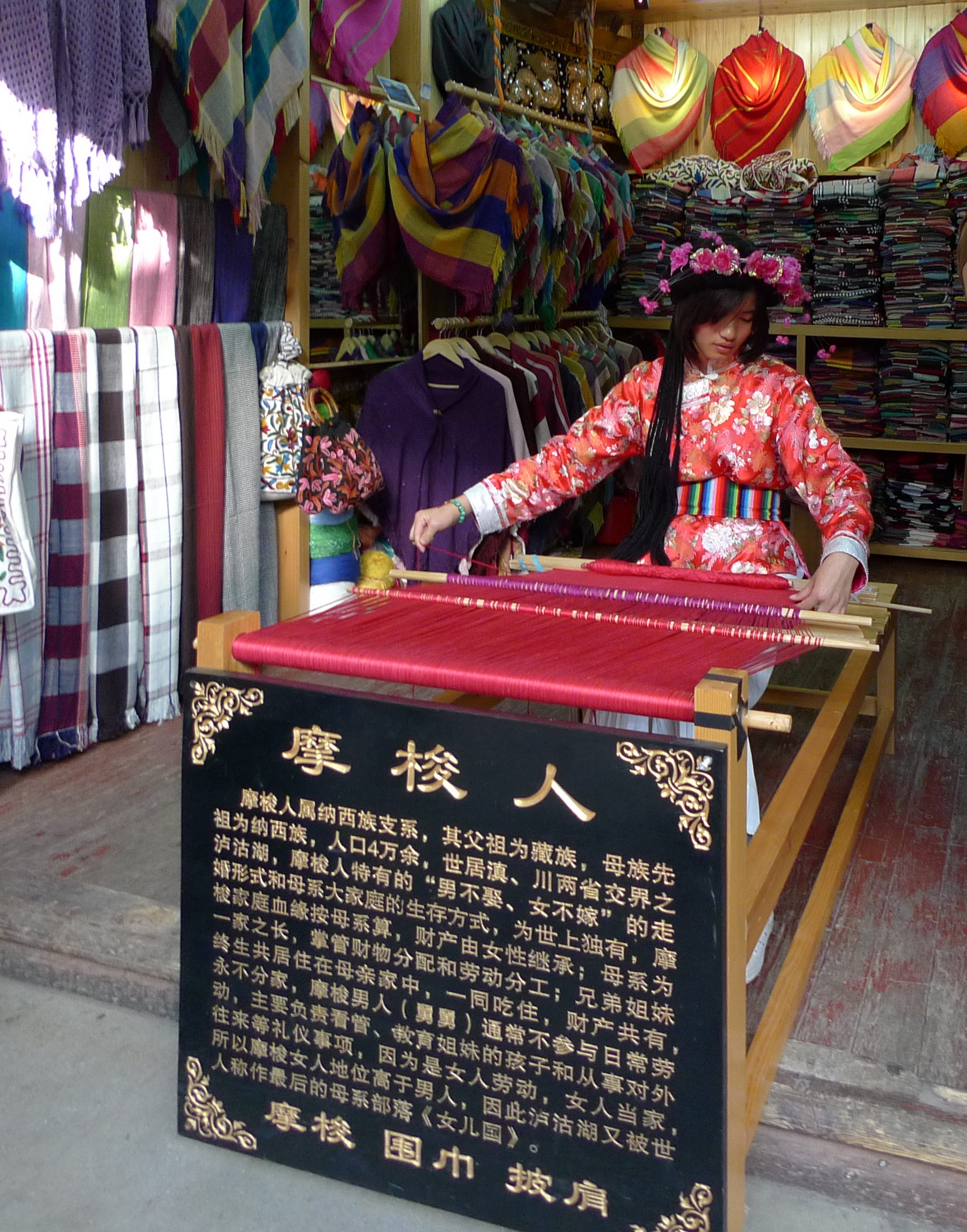
Jeune tisseuse Mosuo dans la ville Lijiang.

Les Moso, Mosuo ou Musuo (chinois: 摩梭 ; pinyin: Mósuō) sont une petite ethnie du sud-ouest de la Chine, à la frontière des provinces du Yunnan et du Sichuan, à proximité de la frontière avec la région autonome du Tibet. La plupart d'entre eux habitent la région de Yongning et autour du lac Lugu sur les contreforts de l'Himalaya.
Officiellement ainsi que linguistiquement, les Moso constituent un sous-ensemble de la nationalité Naxi et utilisent un sous-système de l'écriture daba à l'instar de ce peuple.
Les Moso comptent de 30 000 à 50 000 habitants.
Néanmoins, leur culture est distincte et unique, notamment en ce qui concerne la matrilinéarité et les relations amoureuses. Traditionnellement, il n'existait pas de mariage, les relations amoureuses étant des affaires privées et les enfants demeurant toute leur vie dans la maison de leur mère. Cela a valu à la région l'intérêt de nombreux ethnologues. Aujourd'hui, les mariages sont de plus en plus nombreux sous l'influence du modèle social chinois, véhiculé par les médias, l'éducation (dispensée en chinois mandarin) et une propagande active en faveur du mariage. Le système familial traditionnel mosuo est en mutation, et de nombreux villages (dont ceux de la plaine de Yongning) adoptent rapidement le modèle chinois dominant, où l'épouse rejoint la maisonnée de l'époux.

### Nu

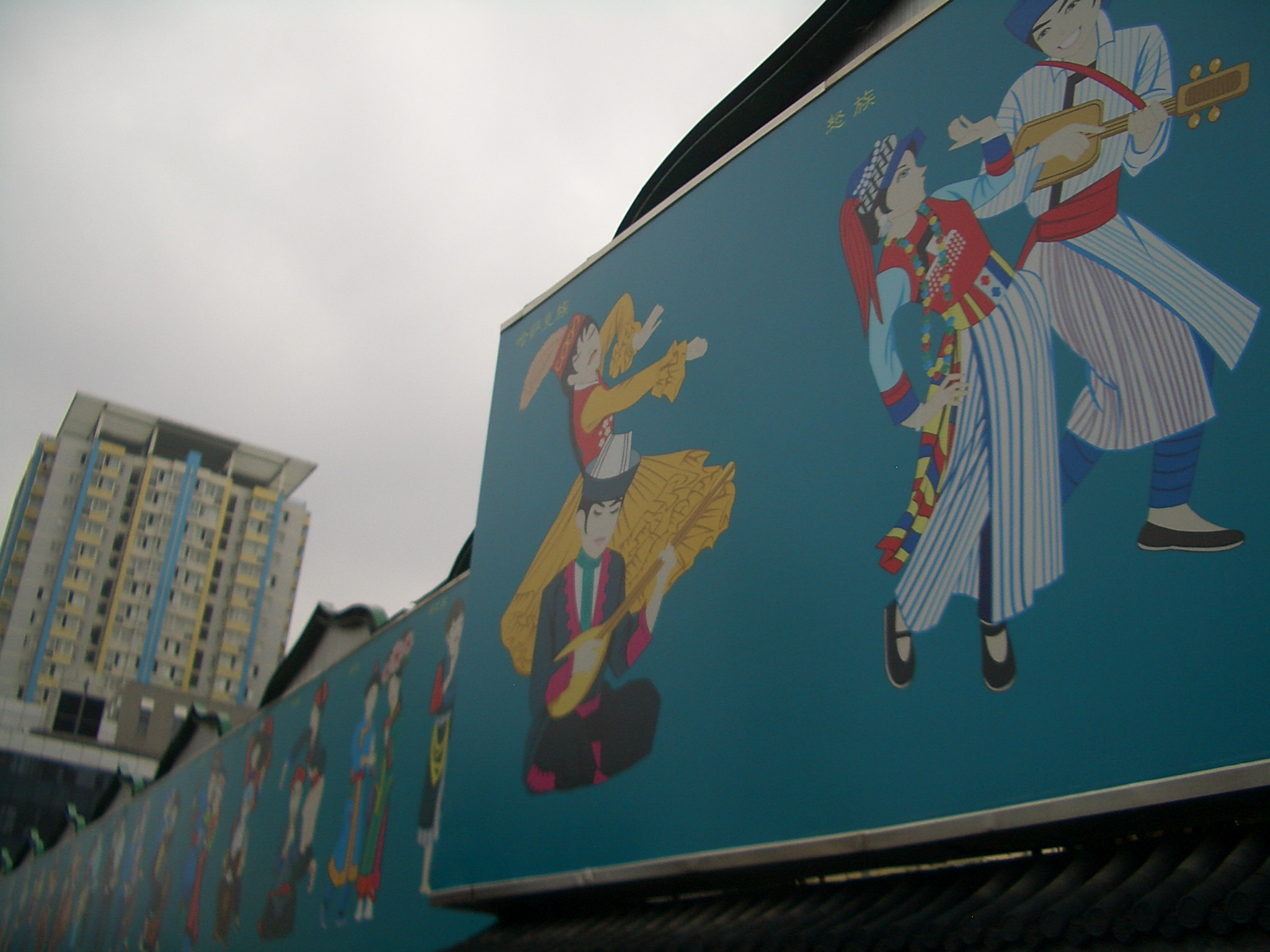
Peinture murale représentant la culture Nu (à droite) à Pékin

Les Nu (chinois: 怒族; pinyin: nù zú) vivent principalement dans la province du Yunnan. Leur territoire est une région de hautes montagnes et de vallées profondes traversées par les rivières Lancang, Dulong et Nujiang. Ils tirent leur nom de cette dernière rivière.
Au nombre de 28 759 individus au recensement de 2000, ils se rencontrent dans les districts de Gongshan, Fugong, Lanping et Lushui qui forment la préfecture autonome lisu de Nujiang, aux côtés des Lisu, Derung, Tibétains, Naxi, Bai et Han. On en trouve aussi dans le district de Weixi de la préfecture autonome tibétaine de Dêqên.
Ils utilisent la langue nu et l’écriture chinoise.

## Plateau lui-même

### Menba
Au nombre d'environ 10 000, les Menba ou Monba vivent essentiellement dans la région de Moinyu, dans le sud de la Région autonome du Tibet, et sont disséminés, pour une minorité d’entre eux, dans les districts de Mêdog, de Nyingchi et de Cona.
Ils sont depuis très longtemps[Quand ?] sur le plateau du Tibet.
Comme celle des Tibétains, leur langue appartient à la famille tibéto-birmane du groupe sino-tibétain, et se ramifie en différents dialectes. Faute d’écriture, la plupart de Menba connaissent le tibétain et emploient l’écriture tibétaine.
Les Menba pratiquent à la fois l’agriculture, l’élevage, la sylviculture, la chasse et l’artisanat du bambou et du bois.
Cohabitant avec les Tibétains et pratiquant le mariage mixte, ils ont un mode de vie très proche de celui de ces derniers par plusieurs côtés.
Hommes ou femmes ont l’habitude de porter une sorte de tunique rouge appelée pulu, et un bonnet à fond brun et à rebord orange, ou un chapeau en feutre noir. Les femmes se parent de bijoux : bracelets, pendants d’oreille. À la ceinture des hommes est accroché un couperet.
Tous aiment le vin et le tabac à priser, les hommes comme les femmes. Leur nourriture de base comprend le riz, le maïs, le sarrasin et le millet.
La plupart des Menba sont des adeptes du bouddhisme lamaïste, tandis que ceux de certaines régions y adjoignent des pratiques de sorcellerie. Les rituels funéraires des Menba comprennent à la fois l’ensevelissement par immersion, l’enterrement, l’exposition aux oiseaux et l’incinération.

### Luoba
Au nombre de quelque 3 500 individus, les Luoba vivent principalement dans la région de Lhoyu, dans le sud-est de la Région autonome du Tibet; une minorité d’entre eux est disséminée dans les régions de Mainling, Mêdog, Zayu, Lhunze et Nagxian.
Leur langue appartient également à la famille tibéto-birmane du groupe sino-tibétain mais peu d'entre eux la connaissent. Faute d’écriture propre, les Luoba utilisent l’écriture tibétaine.
Ils pratiquent à la fois l’agriculture et l’artisanat (tressage de bambou).
Les hommes portent des gilets en laine et se coiffent d’un chapeau de peau d’ours ou de fibres végétales ; les femmes portent un corsage à col rond et à manches serrées, et une jupe étroite.
Les céréales (maïs, millet, riz et sarrasin) constituent la base de leur nourriture.

### Deng

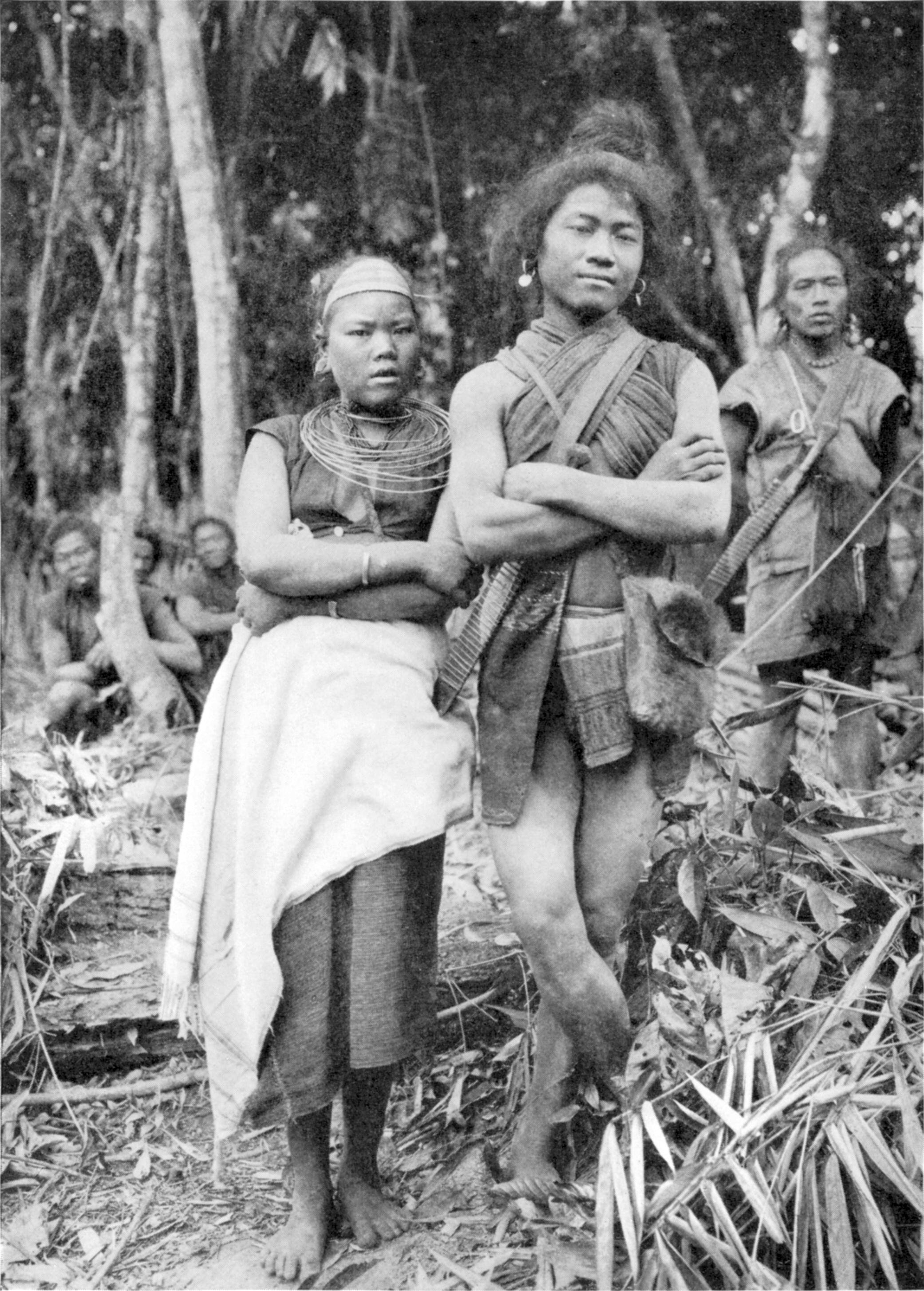
Couple Deng (ou Mishmi) dans les années 1920

Les Deng ou Mishmi vivent essentiellement dans le district de Zayu de la région de Nyingchi.
Avant les années 1950, ils vivaient principalement dans les montagnes et les forêts profondes, et pratiquaient la culture sur brûlis, ainsi que la cueillette et de la chasse. Par la suite, avec l’aide du gouvernement, ils sont installés dans les vallées.
Leur langue appartient à la famille tibéto-birmane du groupe sino-tibétain. Mais ils utilisent des méthodes primitives d’écriture, faisant des encoches sur des morceaux de bois ou des nœuds sur des ficelles, et alignant des bâtonnets de bois ou des branches d’arbre pour compter et enregistrer les événements.
Leurs maisons sont généralement à deux étages, avec un toit en bois. En bas, vit le bétail et en haut, ce sont les chambres.
Les femmes ont des pendants d’argent en forme de tambour, des colliers de perles ou des parures en argent. Elles portent une jupe de soie, et vont nu-pieds. Les hommes enserrent leur tête d’un turban noir et ont des pendants d’oreille en argent.
Les Deng sont animistes et croient aux esprits.

### Xarba
Les Xarba sont une petite communauté de 1 600 membres vivant dans le sud de la préfecture de Nyingchi, près de la province du Sichuan.
Le xarba est une langue langue tibéto-birmane.

### Sherpas
Les Sherpas vivent essentiellement près du port de Zham et dans le xian de Dinggyê.
Au nombre d'environ 1200, ils sont divisés en quatre castes. Les gens de même caste ne peuvent pas se marier entre eux.
Ils parlent le sherpa, une langue tibéto-birmane dérivée du tibétain.
Leurs maisons sont généralement en bois, à deux étages.
Hommes et femmes portent une veste de laine blanche à rebord noir et à manches courtes.
Les Sherpas pratiquent le bouddhisme.
Les chants et les danses des Sherpas, mélodieux et raffinés, ressemblent beaucoup à certaines danses populaires du Népal ou du Pakistan.

### Tibétains

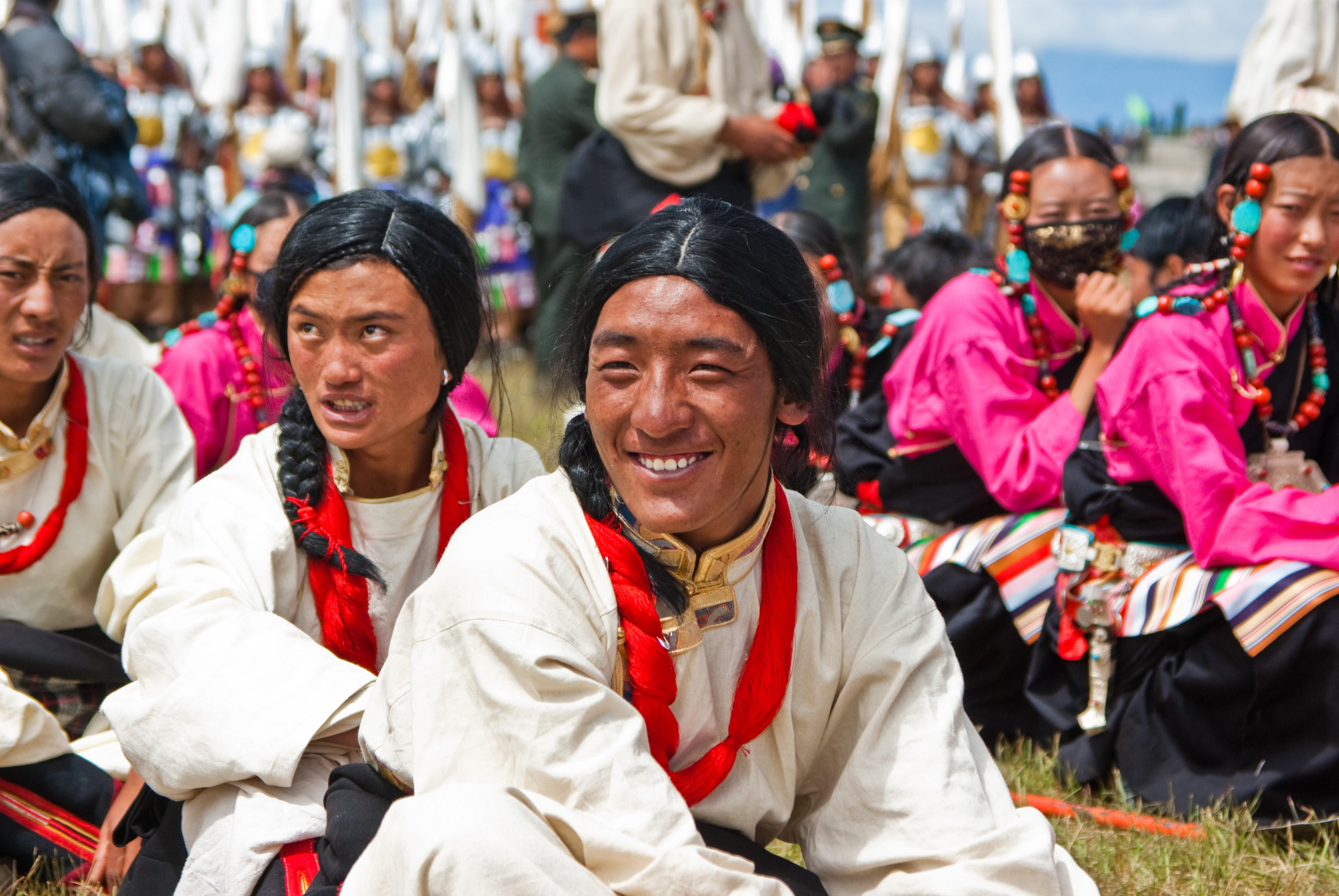
Tibétains en vêtements traditionnels dans la préfecture de Nagchu

Les Tibétains vivent principalement en république populaire de Chine, dans la région autonome du Tibet, la majeure partie de la province du Qinghai, le sud de la province du Gansu, le nord-ouest de la province du Sichuan et le nord-ouest de la province du Yunnan.
Des minorités vivent également en Inde, au Népal et au Bhoutan.
D'après une enquête du gouvernement tibétain en exil conduite en 2009, il y a 127 935 Tibétains recensés dans la diaspora, dont 94 203 en Inde, 13 514 au Népal, 1 298 au Bhoutan et 18 920 dans le reste du monde.
Les Tibétains parlent l'une des différentes variétés du langage tibétain, dont la forme orale est souvent mutuellement inintelligible. Les habitants du Kham (les Khampas) parlent plusieurs dialectes qui sont plus ou moins inintelligibles pour les habitants de l'Amdo (les Amdowas). Les habitants du Tibet central ou Ü-Tsang (les Gtsang) parlent le dialecte de Lhassa, lequel est incompréhensible pour les deux sous-groupes du Kham et de l'Amdo
La plupart des Tibétains pratiquent une forme du bouddhisme vajrayana (bouddhisme tantrique) nommé bouddhisme tibétain, alors qu'une minorité importante adhère à la religion indigène Bön, et qu'il existe également une petite communauté musulmane et une petite communauté chrétienne.
La culture tibétaine, notamment l'architecture et l'art, est influencée par le bouddhisme et le bön, alors que les conditions climatiques et géographiques particulièrement rudes ont engendré une adaptation sociétale que l'on retrouve par exemple dans les méthodes d'élevage et agricoles, dans la médecine tibétaine traditionnelle et dans la cuisine tibétaine.

### Gologs

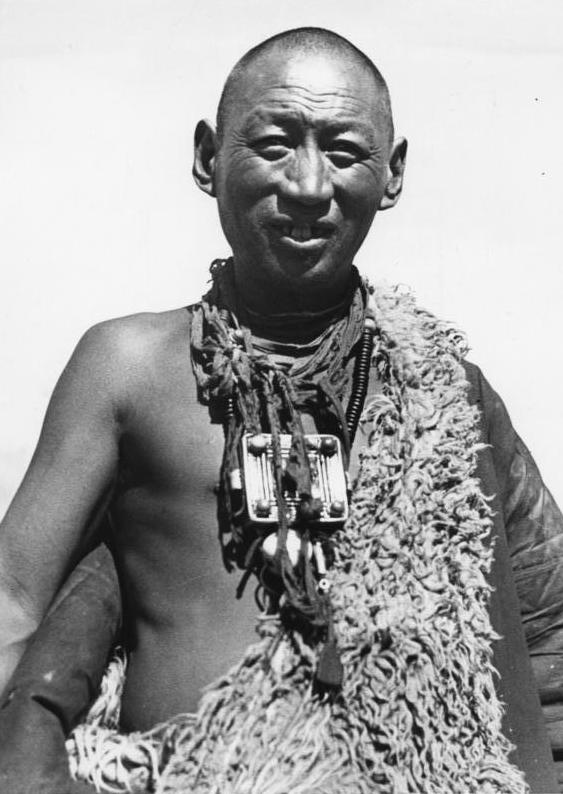
Homme golog (1938).

Les Gologs ou  Ngologs (tibétain zang : མགོ་ལོག ; translittération Wylie : Mgo-log, chinois : 果洛 ; pinyin : guǒluò), parfois orthographiés Golok ou Ngolok, sont une population nomade qui vit dans la préfecture autonome tibétaine de Golog de la province du Qinghai, à proximité de l'Amnye Machen, montagne sacrée du Tibet.
Ils ne sont pas comptés dans les groupes officiels de la république populaire de Chine.
Les Gologs avaient la réputation – souvent méritée – de bandits de grand chemin qui les faisait redouter des caravaniers et des voyageurs,.

## Groupes exogènes habitant le plateau

### Han
Les Han (chinois simplifié : 汉 ; chinois traditionnel : 漢 ; pinyin : hàn) constituent le peuple chinois « historique », issu de l’ancienne ethnie Huaxia. Celle-ci prend le nom Han à l'époque de la dynastie Han (206 av. J.-C. à 220 ap. J.-C.), et ce nom perdure depuis.
C'est la principale ethnie présente en Chine : elle constitue environ 92 % de la population chinoise.
De nombreux Han se sont installés dans la région du Tibet sous la dynastie Qing (1644-1911). Les Han vivant actuellement au Tibet sont surtout des techniciens, des ouvriers, des professeurs, des médecins, des infirmières ou des cadres venant d’autres provinces, municipalités et régions autonomes du pays.
Une partie d’entre eux se sont mêlés aux Tibétains.
Selon le recensement de 2000, une minorité de 6,1 % vit dans la Région autonome du Tibet avec 158 570 personnes (sur un total de 2 616 329). La plupart d'entre eux vivent dans la capitale, Lhassa. Cependant, dans la province voisine du Qinghai (au nord-est du Tibet), les Han forment jusqu'à 54 % de la population locale, dont 74,3 % dans la juridiction de Xining, 56,3 % dans la préfecture de Haidong et 65 % dans la préfecture autonome mongole et tibétaine de Haixi.
La plupart des Han parlent le chinois mandarin (également dit putonghua ou guohua, langue vernaculaire de la Chine), les autres langues han sont le wu (vers Shanghaï), les langues min (minnan au Sud-Est et à Taïwan), le hakka au Sud-Est, le yue (cantonais). Les Han parlent des langues chinoises de la famille sino-tibétaine.

### Hui

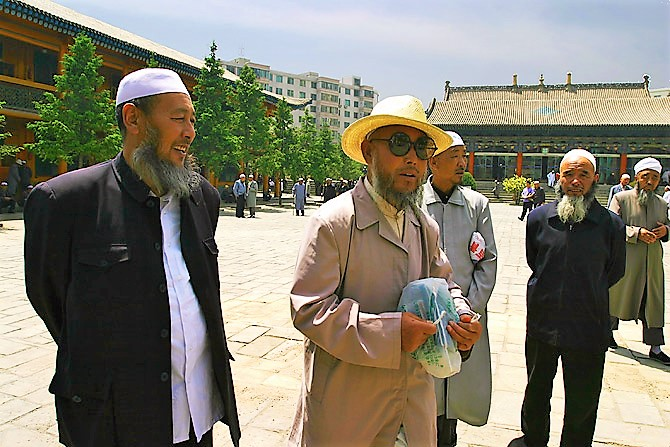
Des musulmans Hui après la prière, près de la mosquée Dongguan en Xining.

Les Hui (回族) vivant au Tibet sont pour la plupart des descendants de ceux qui sont venus du Gansu, du Shaanxi, du Qinghai, du Sichuan et du Yunnan sous la dynastie des Qing, une minorité d’entre eux étant venue directement d’Asie centrale.
Ils sont anthropologiquement similaires aux chinois Han à ceci près qu'ils pratiquent l'islam.
On les trouve surtout dans les bourgs ou les villes de Lhassa, de Xigaze, de Qamdo, etc., où ils pratiquent à la fois le commerce, l’artisanat et l’abattage du bétail.
Ils sont généralement bilingues, parlant le chinois mandarin et le tibétain dans leurs activités quotidiennes (ils emploient les caractères tibétain et han), et l’ourdou et l’arabe coranique dans la vie religieuse.

### Mongols
Les Mongols sont un ensemble de peuples de culture nomade, dont la majorité vit actuellement en Mongolie, en Russie et en Chine. Leur culture est également très présente au Kazakhstan.
On les trouve sur l'ensemble du plateau du Tibet. Une importante communauté est regroupée dans la province du Qinghai, autrefois appelée par les Occidentaux Khokhonor (appellation mongole du lac).
Leur population était de 5 813 947 personnes en Chine en 2000.
Leurs langues forment un groupe spécifique de la famille altaïque, ils n'ont pas de langue unifiée, bien que la langue de la minorité Khalkha soit la langue vernaculaire des deux Mongolies (Mongolie-Intérieure et pays Mongol.
Les Mongols pratiquent traditionnellement le chamanisme et, peu après les conquêtes du Tibet par les Mongols, un bouddhisme lamaïste (bouddhisme vajrayana dit tibétain), teinté d'animisme voire de chamanisme.

#### Bonan
Les Bonan (ou Bao'an) (chinois : 保安族 ; pinyin : Bǎo'ān zú) sont un groupe ethnique vivant dans les provinces du Gansu et du Qinghai en Chine du nord-ouest.
Ils comptaient 16 505 individus au recensement de 2000 et représentent le 7e plus petit groupe ethnique des 56 officiellement identifiés par la république populaire de Chine.
Les Bonan parlent une langue altaïque liée au mongol et au dongxiang.
Ils sont de manière prédominante musulmans. On dit qu'ils descendent des soldats musulmans mongols postés dans le Qinghai pendant les dynasties Yuan ou Ming[réf. nécessaire].

#### Khatsos
Les Khatsos (chinois : 喀卓人 ; pinyin : kāzhuó rén ou 卡卓人, kǎzhuó rén), également appelés Mongols du Yunnan (云南蒙古人, Yúnnán Mēnggǔ rén), sont les descendants de la dynastie Yuan de l'Empire mongol.

#### Oïrats
Le terme Oïrats ou Oyrats ou encore Oyirads (mongol : Ойрад, /Ojrad/) est le nom collectif de plusieurs tribus mongoles occidentales.
Ils sont présents dans le nord-ouest du Xinjiang, dans le nord du Qinghai et dans l'ouest de la Mongolie-Intérieure.
La langue oïrate fait partie du groupe des langues mongoles.

### Salar

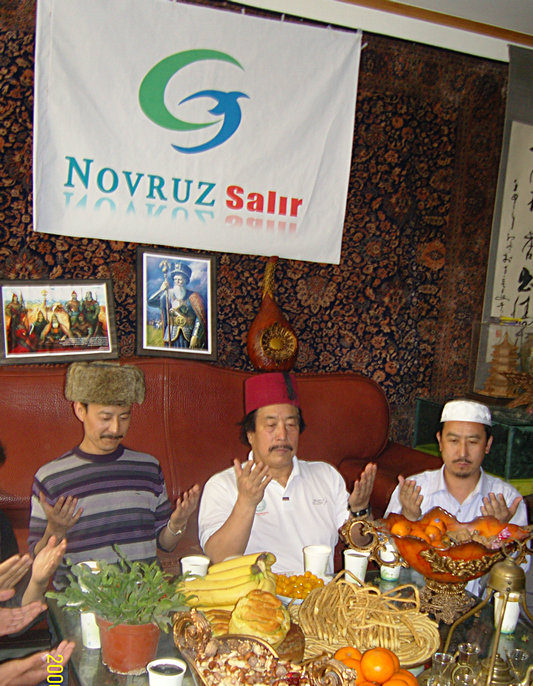
Salars célébrant la fête zoroastriste de Norouz.

Les Salar (Salar : Salır ; chinois simplifié : 撒拉族 ; chinois traditionnel : 撒拉族 ; pinyin : Sālāzú) sont un groupe ethnique turcophone de l'est de Qinghai (xian autonome salar de Xunhua et xian autonome hui de Hualong) et du sud-ouest de Gansu (Xian autonome bonan, dongxiang et salar de Jishishan), ainsi que de certaines régions du Xinjiang. Ce sont les Salá en chinois.
Ils comptaient 104 503 individus au recensement de 2000. Ils utilisent l’écriture chinoise.

### Tu

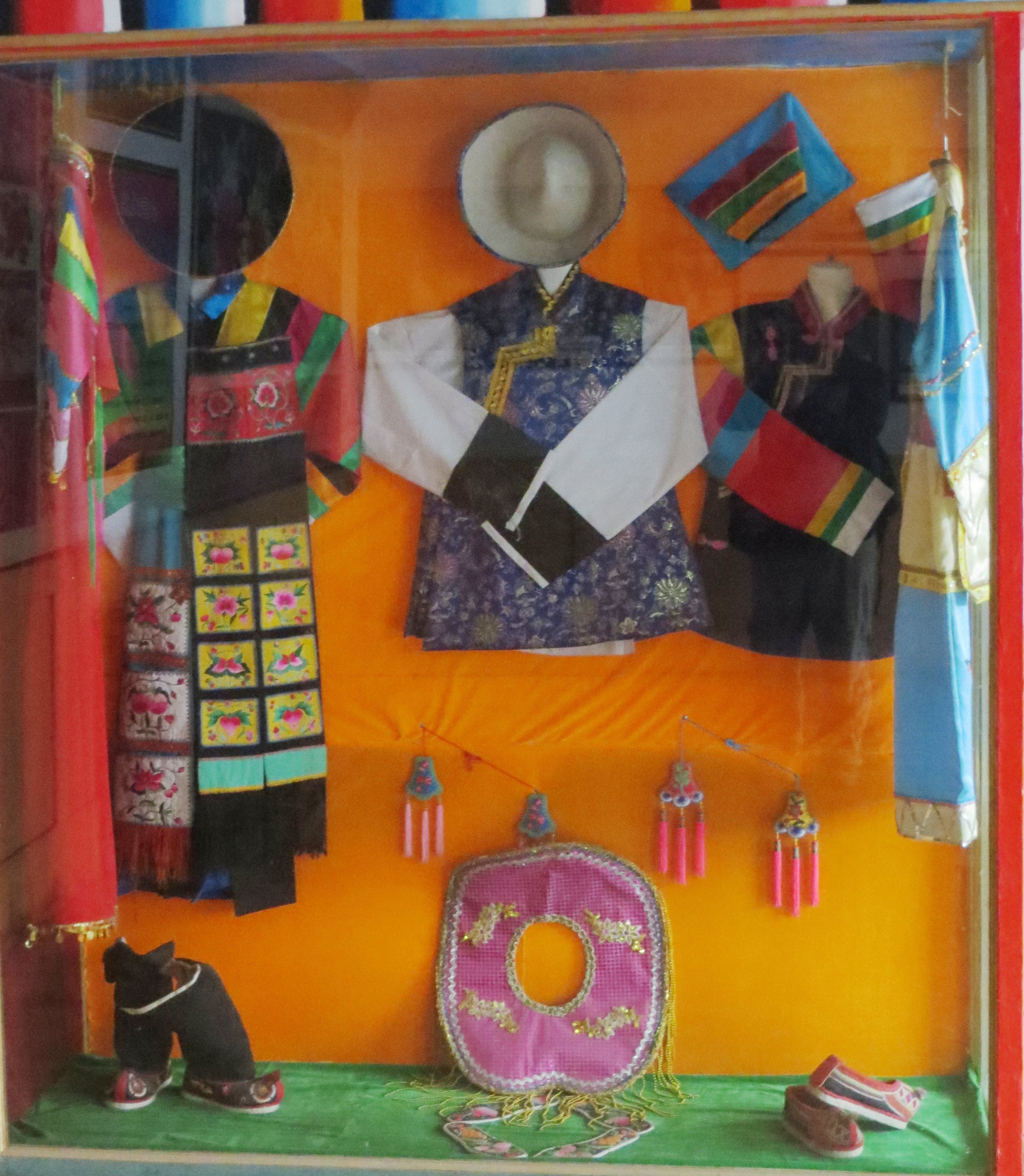
Costumes traditionnels Tu.

Les Tu vivent pour la plupart d'entre eux dans le district autonome de Huzhu dans l’est de la province de Qinghai, et pour  les autres dans la province de Gansu.
Ils étaient 241 198 au recensement de 2000.
Les Tu s’identifient comme « Mongour » (c'est-à-dire Mongol) (également écrit « Monguor » ou « Mongor »), ou comme « Tsagaan Mngghol » (ou « Chahan Mongguer »), qui signifie littéralement « Mongols blancs ». Cependant, ils sont catégorisés en tant que minorité séparée, en raison du fait qu'ils sont issus à la fois des Tibétains et des Mongols.
Ils utilisent la langue tu et l'écriture chinoise.

## Groupes indigènes n'habitant plus le plateau

### Tujia
Les tujia parlent le tujia (chinois simplifié : 土家语 ; chinois traditionnel : 土家語 ; pinyin : tǔjiāyǔ), une langue tibéto-birmane parlée dans les provinces de Hubei, Hunan, Guizhou et la région de Chongqing. On compte deux dialectes mutuellement inintelligibles. Cette langue est depuis longtemps parlée de Chongqing à Yichang sur le cours du Chang Jiang. Elle est également parlée dans des régions plus éloignées de ce fleuve.

### Yi

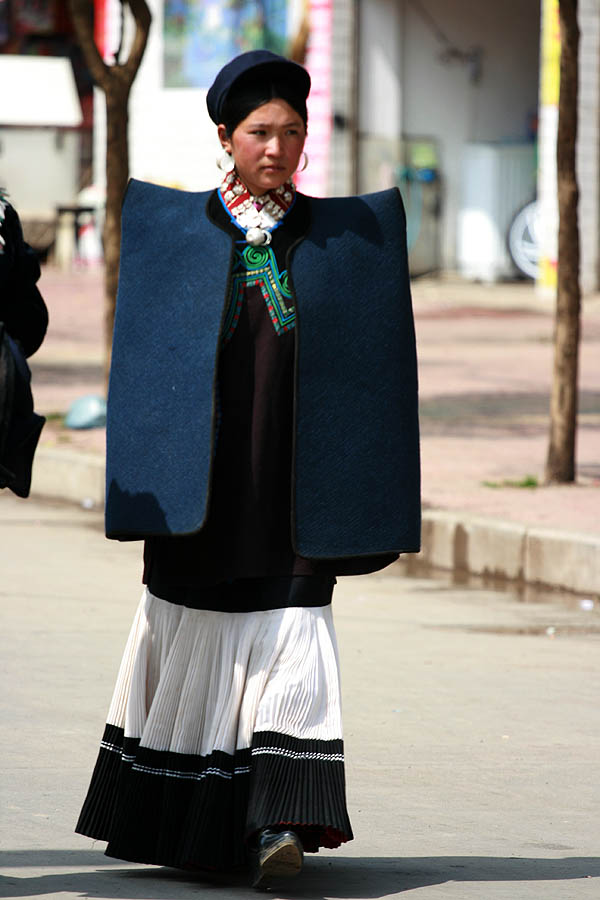
Costume traditionnel Yi dans le district de Butuo, Sichuan, Chine.

Les Yi (chinois : 彝族 ; pinyin : Yìzú) sont un groupe ethnique moderne. Leur ancien nom, Lolo ou Luóluǒ (倮倮, luóluǒ, « dénudé »), est maintenant considéré comme péjoratif en Chine, mais est utilisé de façon officielle au Viêt Nam (Lô Lô) et en Thaïlande (Lolo, โล-โล), où la langue ne garde pas cette signification.
On dénombrait 7 762 272 d'individus au recensement de 2000.
Ils vivent principalement dans des secteurs ruraux du Sichuan, du Yunnan (notamment Xian autonome yi d'Eshan), du Guizhou et dans le nord-ouest de la région autonome zhuang du Guangxi, habituellement dans des régions montagneuses.
Les Yi parlent une langue tibéto-birmane, le yi, dont il existe de nombreuses variétés et qu'ils écrivent avec le syllabaire yi.